# Godfrey Lightbourn
Godfrey Egerton „Tippy” Lightbourn (ur. 10 stycznia 1930 w Nassau, zm. 10 października 2013 tamże) – bahamski żeglarz, olimpijczyk.
W 1956 roku był współzałożycielem firmy Cavalier Construction Company. 
Wziął udział w Letnich Igrzyskach Olimpijskich 1960 w klasie Latający Holender, wespół z Sigmundem Pritchardem. W końcowej klasyfikacji zajęli oni 25. miejsce wśród 31 startujących załóg. Ich najwyższą pozycją w poszczególnych wyścigach była 15. lokata, osiągnięta w pierwszym z nich.
Jego żoną była Vivien, miał syna i dwie córki.